# River Colne (vattendrag i Storbritannien, Greater London)
River Colne är ett vattendrag i Storbritannien.   Det ligger i grevskapet Greater London och riksdelen England, i den södra delen av landet, 28 km väster om huvudstaden London. River Colne ligger vid sjön Pynesfield Lake.